# Notte e nebbia
Notte e nebbia è un documentario del 1956 diretto da Alain Resnais. È una ricostruzione dei crimini commessi dai nazisti durante la seconda guerra mondiale.

## Contenuti
Presenta riferimenti storici a tre date: il 1933 (avvento del nazismo), il 1942 (inizio del sistematico genocidio ebraico) e il 1945 (chiusura dei lager con la fine del conflitto mondiale). Il film mostra materiali d'archivio incentrati sulle atrocità compiute dai nazisti, sulla vita nei lager e sugli internati, vittime principali delle stragi concentrazionarie. Alterna immagini in bianco e nero con alcune a colori: queste ultime riprendono un lager, con la macchina da presa che si avvicina progressivamente all'edificio per poi fermarsi.
Il documentario è costituito da una serie di contrapposizioni; vengono alternate inquadrature in bianco e nero con altre a colori: le prime costituiscono i 9/10 del film e sono riprese brevi e quasi prive di movimenti di macchina da presa, mentre le seconde, il restante 1/10 delle immagini, sono inquadrature lunghe e dinamiche, girate dallo stesso regista in Polonia durante la realizzazione del film. Il testo narrato dalla voce fuori campo è scritto in un francese letterario aulico. Tali elementi - a detta della critica - hanno contribuito a rendere Notte e nebbia un film di grande impatto emotivo sullo spettatore.

## Produzione
Tratta dell'Olocausto e si basa su un progetto dello storico Henri Michel e venne prodotto con il patrocinio del Comité d'histoire de la seconde guerre mondiale in occasione del decimo anniversario della Shoah, il genocidio del popolo ebraico.
Il testo del documentario è stato scritto da Jean Cayrol ed è letto da Michel Bouquet (non accreditato nei titoli). Il titolo ricalca la frase di lingua tedesca Nacht und Nebel (appunto: notte e nebbia) che caratterizzò l'operazione di annientamento, attraverso l'internamento in campi di concentramento e la successiva eliminazione fisica attraverso le camere a gas, degli oppositori del regime nazista.
Cayrol, scrittore francese di origini ebraiche e testimone diretto dell'esperienza dei campi di concentramento nonché autore del testo di commento, decise di scrivere in maniera indipendente dalle immagini dopo esser rimasto sconvolto da una prima visione delle stesse. Il regista, del resto, sostenne di non aver potuto avere, come avrebbe voluto, libero accesso al materiale d'archivio necessario per realizzare compiutamente il documento.

## Distribuzione
Nel dicembre del 1955 la censura francese volle tagliare alcune scene dal film considerate troppo impressionanti. Tra queste vi è una delle scene finali in cui sono mostrati dei cadaveri spostati in massa da un bulldozer dentro delle fosse.

## Riconoscimenti
- 1956 - Premio Jean Vigo